# Llista de topònims de la Fatarella
Llista de topònims (noms propis de lloc) del municipi de la Fatarella, a la Terra Alta
Informació actualitzada per un bot. Els canvis manuals es perdran quan s'actualitzi!

## cabana
| imatge | Nom                       | Ubicat a     | instància de | Detalls | coordenades                                                          | Protecció | Commons (més fotos) | Dades a WD                    |
| ------ | ------------------------- | ------------ | ------------ | ------- | -------------------------------------------------------------------- | --------- | ------------------- | ----------------------------- |
|        | Corralissa del Comte      | la Fatarella | cabana       |         | 41° 10′ 16″ N, 0° 29′ 23″ E / 41.1710745997467°N,0.489763908123337°E |           |                     | Modifica les dades a Wikidata |
|        | cabana de Casa Petitanyes | la Fatarella | cabana       |         | 41° 09′ 38″ N, 0° 29′ 38″ E / 41.1604569096238°N,0.493959192929758°E |           |                     | Modifica les dades a Wikidata |
|        | cabana de Metes           | la Fatarella | cabana       |         | 41° 07′ 54″ N, 0° 29′ 53″ E / 41.1315369384935°N,0.498146052346645°E |           |                     | Modifica les dades a Wikidata |
|        | cabana de l'Arany         | la Fatarella | cabana       |         | 41° 11′ 24″ N, 0° 29′ 07″ E / 41.190010670224°N,0.48529389315691°E   |           |                     | Modifica les dades a Wikidata |
|        | cabana de la Marta        | la Fatarella | cabana       |         | 41° 09′ 57″ N, 0° 29′ 41″ E / 41.165934623109°N,0.494858823538093°E  |           |                     | Modifica les dades a Wikidata |
|        | cabana del Coixo          | la Fatarella | cabana       |         | 41° 07′ 31″ N, 0° 31′ 34″ E / 41.1253160881421°N,0.526207633728017°E |           |                     | Modifica les dades a Wikidata |
|        | caseta d'Agustí           | la Fatarella | cabana       |         | 41° 06′ 51″ N, 0° 31′ 12″ E / 41.1142039791756°N,0.520039164023308°E |           |                     | Modifica les dades a Wikidata |
|        | caseta de Caparret        | la Fatarella | cabana       |         | 41° 07′ 10″ N, 0° 32′ 16″ E / 41.1194124315399°N,0.537780063225979°E |           |                     | Modifica les dades a Wikidata |
|        | caseta de Joanot          | la Fatarella | cabana       |         | 41° 06′ 00″ N, 0° 31′ 56″ E / 41.0999483307547°N,0.532304066959889°E |           |                     | Modifica les dades a Wikidata |
|        | caseta de Marrades        | la Fatarella | cabana       |         | 41° 07′ 47″ N, 0° 30′ 44″ E / 41.1298225722296°N,0.51213664594906°E  |           |                     | Modifica les dades a Wikidata |
|        | caseta de Pallissa        | la Fatarella | cabana       |         | 41° 06′ 59″ N, 0° 30′ 34″ E / 41.1163412292214°N,0.509311293123765°E |           |                     | Modifica les dades a Wikidata |
|        | caseta de Penya           | la Fatarella | cabana       |         | 41° 07′ 38″ N, 0° 30′ 50″ E / 41.1272602710369°N,0.514020260316435°E |           |                     | Modifica les dades a Wikidata |
|        | caseta de Peremarc        | la Fatarella | cabana       |         | 41° 07′ 53″ N, 0° 30′ 33″ E / 41.1314138852215°N,0.509086444346122°E |           |                     | Modifica les dades a Wikidata |
|        | caseta de Pio             | la Fatarella | cabana       |         | 41° 06′ 06″ N, 0° 31′ 27″ E / 41.1016190882007°N,0.524120797223652°E |           |                     | Modifica les dades a Wikidata |
|        | caseta de Portella        | la Fatarella | cabana       |         | 41° 08′ 31″ N, 0° 29′ 06″ E / 41.1418540282304°N,0.48511256242813°E  |           |                     | Modifica les dades a Wikidata |
|        | caseta de Roberto         | la Fatarella | cabana       |         | 41° 07′ 05″ N, 0° 31′ 03″ E / 41.1181821986076°N,0.517400116177829°E |           |                     | Modifica les dades a Wikidata |
|        | caseta de Socarret        | la Fatarella | cabana       |         | 41° 07′ 00″ N, 0° 32′ 20″ E / 41.1165621291273°N,0.53885134220738°E  |           |                     | Modifica les dades a Wikidata |
|        | caseta de l'Arameu        | la Fatarella | cabana       |         | 41° 06′ 36″ N, 0° 31′ 32″ E / 41.1099703173296°N,0.525462212003484°E |           |                     | Modifica les dades a Wikidata |
|        | caseta de l'Hostaler      | la Fatarella | cabana       |         | 41° 06′ 59″ N, 0° 31′ 43″ E / 41.1162961280239°N,0.528535452141155°E |           |                     | Modifica les dades a Wikidata |
|        | caseta de les Padellasses | la Fatarella | cabana       |         | 41° 06′ 42″ N, 0° 31′ 42″ E / 41.1117251252574°N,0.528325897505785°E |           |                     | Modifica les dades a Wikidata |
|        | caseta del Pastor         | la Fatarella | cabana       |         | 41° 07′ 15″ N, 0° 31′ 41″ E / 41.1207790356725°N,0.527997955957922°E |           |                     | Modifica les dades a Wikidata |
|        | corral d'Agustí           | la Fatarella | cabana       |         | 41° 09′ 41″ N, 0° 28′ 11″ E / 41.1614338718792°N,0.469859588437624°E |           |                     | Modifica les dades a Wikidata |
|        | corral de Catalino        | la Fatarella | cabana       |         | 41° 10′ 08″ N, 0° 29′ 43″ E / 41.1689587352008°N,0.495172663285526°E |           |                     | Modifica les dades a Wikidata |
|        | corral del Conde          | la Fatarella | cabana       |         | 41° 09′ 42″ N, 0° 28′ 07″ E / 41.161785134286°N,0.468630433163946°E  |           |                     | Modifica les dades a Wikidata |
|        | era de Gironès            | la Fatarella | cabana       |         | 41° 09′ 21″ N, 0° 28′ 36″ E / 41.1559155528428°N,0.476554748321904°E |           |                     | Modifica les dades a Wikidata |
|        | era de l'Àngela           | la Fatarella | cabana       |         | 41° 10′ 05″ N, 0° 29′ 32″ E / 41.1679556430923°N,0.492123826404864°E |           |                     | Modifica les dades a Wikidata |

## casa
| imatge | Nom          | Ubicat a     | instància de | Detalls                                                       | coordenades                                                                 | Protecció                                  | Commons (més fotos) | Dades a WD                    |
| ------ | ------------ | ------------ | ------------ | ------------------------------------------------------------- | --------------------------------------------------------------------------- | ------------------------------------------ | ------------------- | ----------------------------- |
|        | Ca Balcebre  | la Fatarella | casa         |                                                               | 41° 09′ 45″ N, 0° 28′ 23″ E / 41.162573°N,0.472941°E ca:Plaça de l'Església | bé integrant del patrimoni cultural català | Ca Balcebre         | Modifica les dades a Wikidata |
|        | Ca Barbereto | la Fatarella | casa         | Estil: arquitectura popular                                   | 41° 09′ 47″ N, 0° 28′ 20″ E / 41.163103°N,0.472347°E                        | bé integrant del patrimoni cultural català |                     | Modifica les dades a Wikidata |
|        | Ca Pellissa  | la Fatarella | casa         |                                                               | 41° 09′ 43″ N, 0° 28′ 24″ E / 41.162011°N,0.473299°E ca:C. Alt, 6           | bé integrant del patrimoni cultural català | Ca Pellissa         | Modifica les dades a Wikidata |
|        | Ca Segura    | la Fatarella | casa         |                                                               | 41° 09′ 46″ N, 0° 28′ 21″ E / 41.162789°N,0.4724°E                          | bé integrant del patrimoni cultural català |                     | Modifica les dades a Wikidata |
|        | Ca Xiximot   | la Fatarella | casa         |                                                               |                                                                             | bé integrant del patrimoni cultural català |                     | Modifica les dades a Wikidata |
|        | Cal Fillo    | la Fatarella | casa         |                                                               | 41° 09′ 46″ N, 0° 28′ 22″ E / 41.162884°N,0.472785°E                        | bé integrant del patrimoni cultural català |                     | Modifica les dades a Wikidata |
|        | Cal Mariano  | la Fatarella | casa         |                                                               | 41° 09′ 46″ N, 0° 28′ 23″ E / 41.1627°N,0.47309°E                           | bé integrant del patrimoni cultural català |                     | Modifica les dades a Wikidata |
|        | Cal Roquet   | la Fatarella | casa         |                                                               | 41° 09′ 49″ N, 0° 28′ 22″ E / 41.16348°N,0.47267°E                          | bé integrant del patrimoni cultural català |                     | Modifica les dades a Wikidata |
|        | Cal Sant     | la Fatarella | casa         | Estil: arquitectura popular arquitectura barroca 17th century | 41° 09′ 43″ N, 0° 28′ 25″ E / 41.161862°N,0.473575°E ca:C. Sant Andreu, 14  | bé integrant del patrimoni cultural català | Cal Sant            | Modifica les dades a Wikidata |
|        | Cal Xico     | la Fatarella | casa         | Estil: arquitectura popular                                   | 41° 09′ 46″ N, 0° 28′ 21″ E / 41.162655°N,0.472594°E                        | bé integrant del patrimoni cultural català |                     | Modifica les dades a Wikidata |
|        | Casa Maura   | la Fatarella | casa         |                                                               | 41° 09′ 45″ N, 0° 28′ 27″ E / 41.1626°N,0.474056°E                          | bé integrant del patrimoni cultural català |                     | Modifica les dades a Wikidata |

## edifici
| imatge | Nom                                                              | Ubicat a     | instància de | Detalls          | coordenades                                                                            | Protecció                                  | Commons (més fotos) | Dades a WD                    |
| ------ | ---------------------------------------------------------------- | ------------ | ------------ | ---------------- | -------------------------------------------------------------------------------------- | ------------------------------------------ | ------------------- | ----------------------------- |
|        | Alberg de la Fatarella                                           | la Fatarella | edifici      | No/unknown value | 41° 09′ 57″ N, 0° 28′ 21″ E / 41.16575°N,0.47253°E ca:Camí de la Mare de Déu del Carme | bé integrant del patrimoni cultural català |                     | Modifica les dades a Wikidata |
|        | Espai històric de les Devees                                     | la Fatarella | edifici      |                  | 41° 08′ 12″ N, 0° 29′ 34″ E / 41.1368°N,0.49264°E                                      | bé cultural d'interès local                |                     | Modifica les dades a Wikidata |
|        | Espais històrics Batalla de l'Ebre: Espai Històric IV de Navarra | la Fatarella | edifici      |                  | 41° 08′ 34″ N, 0° 29′ 23″ E / 41.142727°N,0.489799°E                                   | bé cultural d'interès local                |                     | Modifica les dades a Wikidata |
|        | Espais històrics Batalla de l'Ebre: Monòlit Tanquista            | la Fatarella | edifici      |                  | 41° 10′ 15″ N, 0° 29′ 16″ E / 41.17080555555555°N,0.4877222222222222°E                 | bé cultural d'interès local                |                     | Modifica les dades a Wikidata |
|        | Espais històrics Batalla de l'Ebre: estela funerària Camposines  | la Fatarella | edifici      |                  | 41° 06′ 39″ N, 0° 32′ 12″ E / 41.11081°N,0.536684°E                                    | bé cultural d'interès local                |                     | Modifica les dades a Wikidata |

## entitat singular de població
| imatge | Nom            | Ubicat a     | instància de                                   | Detalls | coordenades                                                                 | Protecció | Commons (més fotos) | Dades a WD                    |
| ------ | -------------- | ------------ | ---------------------------------------------- | ------- | --------------------------------------------------------------------------- | --------- | ------------------- | ----------------------------- |
|        | la Fatarella   | la Fatarella | entitat singular de població capital municipal | 853 hab | 41° 09′ 41″ N, 0° 28′ 22″ E / 41.16136813°N,0.47267076°E 500 msnm           |           |                     | Modifica les dades a Wikidata |
|        | les Camposines | la Fatarella | entitat singular de població                   | 3 hab   | 41° 06′ 38″ N, 0° 31′ 27″ E / 41.110690650691°N,0.52405089852274°E 206 msnm |           |                     | Modifica les dades a Wikidata |

## església
| imatge | Nom                                   | Ubicat a     | instància de    | Detalls                                 | coordenades                                                                              | Protecció                                  | Commons (més fotos)                      | Dades a WD                    |
| ------ | ------------------------------------- | ------------ | --------------- | --------------------------------------- | ---------------------------------------------------------------------------------------- | ------------------------------------------ | ---------------------------------------- | ----------------------------- |
|        | Ermita de Sant Francesc               | la Fatarella | església        | Estil: arquitectura barroca             | 41° 12′ 47″ N, 0° 25′ 02″ E / 41.2131°N,0.417303°E                                       | bé cultural d'interès local                |                                          | Modifica les dades a Wikidata |
|        | Ermita de la Misericòrdia             | la Fatarella | església        | Estil: arquitectura barroca             | 41° 09′ 37″ N, 0° 28′ 25″ E / 41.1604°N,0.47364°E                                        | bé cultural d'interès local                | Ermita de la Misericòrdia (la Fatarella) | Modifica les dades a Wikidata |
|        | Mare de Déu del Carme de la Fatarella | la Fatarella | església ermita | Estil: arquitectura popular             | 41° 09′ 56″ N, 0° 28′ 22″ E / 41.165484°N,0.472876°E                                     | bé integrant del patrimoni cultural català |                                          | Modifica les dades a Wikidata |
|        | Sant Andreu de la Fatarella           | la Fatarella | església        | Estil: arquitectura gòtica              | 41° 09′ 45″ N, 0° 28′ 24″ E / 41.1626°N,0.473237°E                                       | bé cultural d'interès local                | Sant Andreu de la Fatarella              | Modifica les dades a Wikidata |
|        | Sant Bartomeu de les Camposines       | la Fatarella | església        | Estil: arquitectura gòtica 13rd century | 41° 06′ 59″ N, 0° 32′ 14″ E / 41.11647222222222°N,0.5371388888888888°E ca:les Camposines | bé cultural d'interès local                | Sant Bartomeu de les Camposines          | Modifica les dades a Wikidata |
|        | Sant Pau de la Fatarella              | la Fatarella | església ermita | Estil: arquitectura popular             | 41° 09′ 53″ N, 0° 27′ 51″ E / 41.164589°N,0.464182°E                                     | bé integrant del patrimoni cultural català |                                          | Modifica les dades a Wikidata |

## font
| imatge | Nom                  | Ubicat a     | instància de | Detalls                                  | coordenades                                                          | Protecció                                  | Commons (més fotos)               | Dades a WD                    |
| ------ | -------------------- | ------------ | ------------ | ---------------------------------------- | -------------------------------------------------------------------- | ------------------------------------------ | --------------------------------- | ----------------------------- |
|        | font de Bingaubó     | la Fatarella | font         |                                          | 41° 09′ 30″ N, 0° 28′ 09″ E / 41.1582385744418°N,0.469136414322419°E |                                            |                                   | Modifica les dades a Wikidata |
|        | font de Rúfol        | la Fatarella | font         |                                          | 41° 09′ 41″ N, 0° 26′ 49″ E / 41.1614843794772°N,0.446856016178715°E |                                            |                                   | Modifica les dades a Wikidata |
|        | la Font de Sant Joan | la Fatarella | font         | Estil: arquitectura popular 16th century | 41° 09′ 53″ N, 0° 28′ 17″ E / 41.164749°N,0.471497°E 445 msnm        | bé integrant del patrimoni cultural català | Font de Sant Joan de la Fatarella | Modifica les dades a Wikidata |

## masia
| imatge | Nom                                     | Ubicat a     | instància de | Detalls                     | coordenades                                                             | Protecció                                  | Commons (més fotos)              | Dades a WD                    |
| ------ | --------------------------------------- | ------------ | ------------ | --------------------------- | ----------------------------------------------------------------------- | ------------------------------------------ | -------------------------------- | ----------------------------- |
|        | Caseta de Pere Vives                    | la Fatarella | masia        |                             | 41° 07′ 04″ N, 0° 32′ 03″ E / 41.1178328230513°N,0.534254182711527°E    |                                            |                                  | Modifica les dades a Wikidata |
|        | Hostal Vell                             | la Fatarella | masia        |                             | 41° 06′ 39″ N, 0° 32′ 00″ E / 41.1107420616623°N,0.533304953790585°E    |                                            |                                  | Modifica les dades a Wikidata |
|        | Mas d'Agustí                            | la Fatarella | masia        |                             | 41° 11′ 33″ N, 0° 25′ 58″ E / 41.192453013135°N,0.43273717577031°E      |                                            |                                  | Modifica les dades a Wikidata |
|        | Mas d'Andreu de Miró                    | la Fatarella | masia        |                             | 41° 06′ 32″ N, 0° 32′ 03″ E / 41.1088036535058°N,0.534056328978529°E    |                                            |                                  | Modifica les dades a Wikidata |
|        | Mas d'Anreba                            | la Fatarella | masia        |                             | 41° 11′ 55″ N, 0° 27′ 34″ E / 41.1987102232037°N,0.459515918459657°E    |                                            |                                  | Modifica les dades a Wikidata |
|        | Mas d'Aruc                              | la Fatarella | masia        |                             | 41° 10′ 05″ N, 0° 28′ 28″ E / 41.1681279798553°N,0.474464946175759°E    |                                            |                                  | Modifica les dades a Wikidata |
|        | Mas d'Esteve Descarrega                 | la Fatarella | masia        |                             | 41° 11′ 53″ N, 0° 24′ 40″ E / 41.1980931283139°N,0.411209526187138°E    |                                            |                                  | Modifica les dades a Wikidata |
|        | Mas d'Hostaler                          | la Fatarella | masia        |                             | 41° 09′ 31″ N, 0° 28′ 31″ E / 41.1584814849855°N,0.475276450152819°E    |                                            |                                  | Modifica les dades a Wikidata |
|        | Mas de Bellotes                         | la Fatarella | masia        |                             | 41° 12′ 19″ N, 0° 27′ 15″ E / 41.2054087473422°N,0.454104690681683°E    |                                            |                                  | Modifica les dades a Wikidata |
|        | Mas de Bep                              | la Fatarella | masia        |                             | 41° 11′ 35″ N, 0° 27′ 15″ E / 41.192929342522°N,0.45418089274352°E      |                                            |                                  | Modifica les dades a Wikidata |
|        | Mas de Bova                             | la Fatarella | masia        |                             | 41° 07′ 11″ N, 0° 32′ 45″ E / 41.1197399779363°N,0.545950310480314°E    |                                            |                                  | Modifica les dades a Wikidata |
|        | Mas de Burgo                            | la Fatarella | masia        |                             | 41° 11′ 25″ N, 0° 28′ 03″ E / 41.1901607656013°N,0.467596702880118°E    |                                            |                                  | Modifica les dades a Wikidata |
|        | Mas de Ca Penya                         | la Fatarella | masia        |                             | 41° 09′ 23″ N, 0° 29′ 48″ E / 41.156459790712°N,0.496530697996561°E     |                                            |                                  | Modifica les dades a Wikidata |
|        | Mas de Caballero                        | la Fatarella | masia        |                             | 41° 11′ 11″ N, 0° 25′ 37″ E / 41.1864738309132°N,0.426844782920425°E    |                                            |                                  | Modifica les dades a Wikidata |
|        | Mas de Cabassos                         | la Fatarella | masia        |                             | 41° 09′ 23″ N, 0° 28′ 45″ E / 41.1562720069115°N,0.479258149933203°E    |                                            |                                  | Modifica les dades a Wikidata |
|        | Mas de Cabur                            | la Fatarella | masia        |                             | 41° 09′ 26″ N, 0° 28′ 49″ E / 41.1573288196039°N,0.480218682793544°E    |                                            |                                  | Modifica les dades a Wikidata |
|        | Mas de Cacano                           | la Fatarella | masia        |                             | 41° 06′ 29″ N, 0° 31′ 46″ E / 41.1079232472209°N,0.529540309026964°E    |                                            |                                  | Modifica les dades a Wikidata |
|        | Mas de Cal Coixet                       | la Fatarella | masia        |                             | 41° 07′ 07″ N, 0° 31′ 15″ E / 41.1187263331376°N,0.520916948641468°E    |                                            |                                  | Modifica les dades a Wikidata |
|        | Mas de Capallarg                        | la Fatarella | masia        |                             | 41° 08′ 37″ N, 0° 29′ 12″ E / 41.1437183276274°N,0.48675701949729°E     |                                            |                                  | Modifica les dades a Wikidata |
|        | Mas de Caparret                         | la Fatarella | masia        |                             | 41° 09′ 28″ N, 0° 28′ 19″ E / 41.1577942750828°N,0.471870657184217°E    |                                            |                                  | Modifica les dades a Wikidata |
|        | Mas de Capllarg                         | la Fatarella | masia        |                             | 41° 08′ 37″ N, 0° 29′ 12″ E / 41.1437185875203°N,0.486768924321932°E    |                                            |                                  | Modifica les dades a Wikidata |
|        | Mas de Carreró                          | la Fatarella | masia        |                             | 41° 11′ 44″ N, 0° 25′ 12″ E / 41.1954882093038°N,0.419945253338721°E    |                                            |                                  | Modifica les dades a Wikidata |
|        | Mas de Catalino                         | la Fatarella | masia        |                             | 41° 07′ 08″ N, 0° 32′ 05″ E / 41.1188345118962°N,0.534764546493434°E    |                                            |                                  | Modifica les dades a Wikidata |
|        | Mas de Catxamant                        | la Fatarella | masia        |                             | 41° 06′ 46″ N, 0° 31′ 57″ E / 41.1127599302544°N,0.532479099357145°E    |                                            |                                  | Modifica les dades a Wikidata |
|        | Mas de Cisco de Pere                    | la Fatarella | masia        |                             | 41° 08′ 43″ N, 0° 29′ 13″ E / 41.1451575373106°N,0.4870833157596°E      |                                            |                                  | Modifica les dades a Wikidata |
|        | Mas de Codet                            | la Fatarella | masia        |                             | 41° 07′ 16″ N, 0° 31′ 32″ E / 41.1210074081781°N,0.525631065969334°E    |                                            |                                  | Modifica les dades a Wikidata |
|        | Mas de Colat                            | la Fatarella | masia        |                             | 41° 07′ 13″ N, 0° 32′ 04″ E / 41.1201763115539°N,0.534333171137016°E    |                                            |                                  | Modifica les dades a Wikidata |
|        | Mas de Comte i Ramonet                  | la Fatarella | masia        |                             | 41° 07′ 01″ N, 0° 31′ 04″ E / 41.1170217458345°N,0.517884535236238°E    |                                            |                                  | Modifica les dades a Wikidata |
|        | Mas de Correcta                         | la Fatarella | masia        |                             | 41° 09′ 53″ N, 0° 29′ 09″ E / 41.1647185580814°N,0.485763623488386°E    |                                            |                                  | Modifica les dades a Wikidata |
|        | Mas de Correu                           | la Fatarella | masia        |                             | 41° 10′ 25″ N, 0° 29′ 11″ E / 41.1735928421775°N,0.486294309408402°E    |                                            |                                  | Modifica les dades a Wikidata |
|        | Mas de Crevell                          | la Fatarella | masia        |                             | 41° 06′ 12″ N, 0° 31′ 05″ E / 41.103245949525°N,0.518105928882575°E     |                                            |                                  | Modifica les dades a Wikidata |
|        | Mas de Crèixer                          | la Fatarella | masia        |                             | 41° 06′ 25″ N, 0° 31′ 39″ E / 41.106908121522°N,0.527565905093161°E     |                                            |                                  | Modifica les dades a Wikidata |
|        | Mas de Cugadet                          | la Fatarella | masia        |                             | 41° 07′ 07″ N, 0° 30′ 22″ E / 41.1184953311495°N,0.506049788542137°E    |                                            |                                  | Modifica les dades a Wikidata |
|        | Mas de Domènec                          | la Fatarella | masia        |                             | 41° 06′ 32″ N, 0° 31′ 39″ E / 41.1088353275283°N,0.527553109995889°E    |                                            |                                  | Modifica les dades a Wikidata |
|        | Mas de Facundo                          | la Fatarella | masia        |                             | 41° 09′ 53″ N, 0° 27′ 11″ E / 41.1645944036958°N,0.453075869762535°E    |                                            |                                  | Modifica les dades a Wikidata |
|        | Mas de Fanxiculla                       | la Fatarella | masia        |                             | 41° 06′ 26″ N, 0° 31′ 47″ E / 41.1071644008768°N,0.529854564936371°E    |                                            |                                  | Modifica les dades a Wikidata |
|        | Mas de Felip                            | la Fatarella | masia        |                             | 41° 11′ 59″ N, 0° 27′ 20″ E / 41.1996513642109°N,0.455639691585009°E    |                                            |                                  | Modifica les dades a Wikidata |
|        | Mas de Feltre                           | la Fatarella | masia        |                             | 41° 06′ 09″ N, 0° 31′ 32″ E / 41.102616623978°N,0.52554508192043°E      |                                            |                                  | Modifica les dades a Wikidata |
|        | Mas de Ferrereta                        | la Fatarella | masia        |                             | 41° 09′ 09″ N, 0° 29′ 02″ E / 41.1525110805946°N,0.483966267405734°E    |                                            |                                  | Modifica les dades a Wikidata |
|        | Mas de Fontet                           | la Fatarella | masia        |                             | 41° 10′ 18″ N, 0° 28′ 58″ E / 41.171706949352°N,0.482838172193272°E     |                                            | Mas de Fontet (la Fatarella)     | Modifica les dades a Wikidata |
|        | Mas de Giraldo                          | la Fatarella | masia        |                             | 41° 06′ 29″ N, 0° 31′ 05″ E / 41.1079838452243°N,0.518117954580449°E    |                                            |                                  | Modifica les dades a Wikidata |
|        | Mas de Gironès                          | la Fatarella | masia        |                             | 41° 07′ 40″ N, 0° 31′ 16″ E / 41.127738534238°N,0.52102739555286°E      |                                            |                                  | Modifica les dades a Wikidata |
|        | Mas de Janela                           | la Fatarella | masia        |                             | 41° 08′ 54″ N, 0° 28′ 31″ E / 41.1482746448651°N,0.475179731237052°E    |                                            |                                  | Modifica les dades a Wikidata |
|        | Mas de Jaume Agustí                     | la Fatarella | masia        |                             | 41° 11′ 38″ N, 0° 24′ 49″ E / 41.193825991656°N,0.41360564482708°E      |                                            |                                  | Modifica les dades a Wikidata |
|        | Mas de Jaumot                           | la Fatarella | masia        |                             | 41° 06′ 19″ N, 0° 31′ 56″ E / 41.105177669902°N,0.532132008299596°E     |                                            |                                  | Modifica les dades a Wikidata |
|        | Mas de Josep Blanc                      | la Fatarella | masia        |                             | 41° 12′ 13″ N, 0° 25′ 36″ E / 41.2035192714513°N,0.426653776536977°E    |                                            |                                  | Modifica les dades a Wikidata |
|        | Mas de Júlio del Maset                  | la Fatarella | masia        |                             | 41° 09′ 49″ N, 0° 29′ 30″ E / 41.1634959617574°N,0.491650371202166°E    |                                            |                                  | Modifica les dades a Wikidata |
|        | Mas de Maciano                          | la Fatarella | masia        |                             | 41° 10′ 08″ N, 0° 29′ 16″ E / 41.1689235540285°N,0.487772097550138°E    |                                            |                                  | Modifica les dades a Wikidata |
|        | Mas de Malquedes                        | la Fatarella | masia        |                             | 41° 06′ 51″ N, 0° 31′ 37″ E / 41.1140533957432°N,0.526857023723067°E    |                                            |                                  | Modifica les dades a Wikidata |
|        | Mas de Marta                            | la Fatarella | masia        |                             | 41° 10′ 11″ N, 0° 29′ 30″ E / 41.1696238092388°N,0.491797948293544°E    |                                            |                                  | Modifica les dades a Wikidata |
|        | Mas de Mató                             | la Fatarella | masia        |                             | 41° 08′ 51″ N, 0° 29′ 20″ E / 41.1474152754631°N,0.489010772083711°E    |                                            |                                  | Modifica les dades a Wikidata |
|        | Mas de Mingotxa                         | la Fatarella | masia        |                             | 41° 08′ 38″ N, 0° 28′ 58″ E / 41.1437854840049°N,0.482822582112246°E    |                                            |                                  | Modifica les dades a Wikidata |
|        | Mas de Miquelet                         | la Fatarella | masia        |                             | 41° 08′ 59″ N, 0° 29′ 17″ E / 41.149685003515°N,0.488185341156555°E     |                                            |                                  | Modifica les dades a Wikidata |
|        | Mas de Monet                            | la Fatarella | masia        |                             | 41° 06′ 58″ N, 0° 31′ 00″ E / 41.1160976676598°N,0.516799846622038°E    |                                            |                                  | Modifica les dades a Wikidata |
|        | Mas de Palermo                          | la Fatarella | masia        |                             | 41° 06′ 14″ N, 0° 32′ 27″ E / 41.1039112347475°N,0.540717199246183°E    |                                            |                                  | Modifica les dades a Wikidata |
|        | Mas de Panera                           | la Fatarella | masia        |                             | 41° 10′ 25″ N, 0° 29′ 50″ E / 41.1735611104037°N,0.497238245470701°E    |                                            |                                  | Modifica les dades a Wikidata |
|        | Mas de Panistro i Martro                | la Fatarella | masia        |                             | 41° 06′ 49″ N, 0° 30′ 55″ E / 41.1135516149985°N,0.51526427239641°E     |                                            |                                  | Modifica les dades a Wikidata |
|        | Mas de Pasqualet                        | la Fatarella | masia        |                             | 41° 09′ 46″ N, 0° 27′ 51″ E / 41.1627614208687°N,0.464290377281414°E    |                                            |                                  | Modifica les dades a Wikidata |
|        | Mas de Penya                            | la Fatarella | masia        |                             | 41° 11′ 40″ N, 0° 26′ 49″ E / 41.194570786548°N,0.44696295886735°E      |                                            |                                  | Modifica les dades a Wikidata |
|        | Mas de Per Marc                         | la Fatarella | masia        |                             | 41° 12′ 02″ N, 0° 28′ 10″ E / 41.200470109132°N,0.46939089362094°E      |                                            |                                  | Modifica les dades a Wikidata |
|        | Mas de Permarc                          | la Fatarella | masia        |                             | 41° 07′ 18″ N, 0° 31′ 54″ E / 41.1216056695526°N,0.531683088224245°E    |                                            |                                  | Modifica les dades a Wikidata |
|        | Mas de Pio                              | la Fatarella | masia        |                             | 41° 09′ 45″ N, 0° 27′ 00″ E / 41.1625008079448°N,0.45004635142508°E     |                                            |                                  | Modifica les dades a Wikidata |
|        | Mas de Pocafaixa                        | la Fatarella | masia        |                             | 41° 10′ 28″ N, 0° 29′ 09″ E / 41.1743651142745°N,0.485776036123449°E    |                                            |                                  | Modifica les dades a Wikidata |
|        | Mas de Portalea                         | la Fatarella | masia        |                             | 41° 09′ 27″ N, 0° 29′ 04″ E / 41.1575572993222°N,0.484488223166526°E    |                                            |                                  | Modifica les dades a Wikidata |
|        | Mas de Quelo                            | la Fatarella | masia        |                             | 41° 09′ 37″ N, 0° 28′ 12″ E / 41.1601665568743°N,0.469979864942702°E    |                                            |                                  | Modifica les dades a Wikidata |
|        | Mas de Rabassó                          | la Fatarella | masia        |                             | 41° 09′ 25″ N, 0° 27′ 31″ E / 41.1570144036109°N,0.458541528547483°E    |                                            |                                  | Modifica les dades a Wikidata |
|        | Mas de Rafel de l'Aube                  | la Fatarella | masia        |                             | 41° 12′ 27″ N, 0° 27′ 22″ E / 41.2075675189292°N,0.456012653837336°E    |                                            |                                  | Modifica les dades a Wikidata |
|        | Mas de Ramonet                          | la Fatarella | masia        |                             | 41° 07′ 30″ N, 0° 31′ 20″ E / 41.125064301759°N,0.5223192328192°E       |                                            |                                  | Modifica les dades a Wikidata |
|        | Mas de Ribera                           | la Fatarella | masia        |                             | 41° 11′ 03″ N, 0° 25′ 29″ E / 41.184167833498°N,0.42471566661983°E      |                                            |                                  | Modifica les dades a Wikidata |
|        | Mas de Roc de Fèlix                     | la Fatarella | masia        |                             | 41° 08′ 07″ N, 0° 29′ 35″ E / 41.1353738161872°N,0.493175319057802°E    |                                            |                                  | Modifica les dades a Wikidata |
|        | Mas de Roig                             | la Fatarella | masia        |                             | 41° 07′ 56″ N, 0° 30′ 50″ E / 41.1323365249672°N,0.513852350689849°E    |                                            |                                  | Modifica les dades a Wikidata |
|        | Mas de Roquet                           | la Fatarella | masia        |                             | 41° 08′ 38″ N, 0° 28′ 39″ E / 41.1438373844056°N,0.477375547886931°E    |                                            |                                  | Modifica les dades a Wikidata |
|        | Mas de Rosset                           | la Fatarella | masia        |                             | 41° 06′ 45″ N, 0° 31′ 26″ E / 41.1124764957086°N,0.523891318063178°E    |                                            |                                  | Modifica les dades a Wikidata |
|        | Mas de Rovelló                          | la Fatarella | masia        |                             | 41° 06′ 56″ N, 0° 31′ 53″ E / 41.1156009142152°N,0.531396054569951°E    |                                            |                                  | Modifica les dades a Wikidata |
|        | Mas de Sagala                           | la Fatarella | masia        |                             | 41° 10′ 47″ N, 0° 28′ 17″ E / 41.179798463992°N,0.47137939152324°E      |                                            |                                  | Modifica les dades a Wikidata |
|        | Mas de Sagasta                          | la Fatarella | masia        |                             | 41° 11′ 47″ N, 0° 29′ 36″ E / 41.196305555555554°N,0.4931944444444445°E |                                            | Mas de Sagasta (la Fatarella)    | Modifica les dades a Wikidata |
|        | Mas de Segala                           | la Fatarella | masia        |                             | 41° 09′ 28″ N, 0° 28′ 08″ E / 41.1578662045022°N,0.468995822193472°E    |                                            |                                  | Modifica les dades a Wikidata |
|        | Mas de Serafí                           | la Fatarella | masia        |                             | 41° 10′ 01″ N, 0° 28′ 16″ E / 41.1669838674394°N,0.471171596971816°E    |                                            |                                  | Modifica les dades a Wikidata |
|        | Mas de Tapet                            | la Fatarella | masia        |                             | 41° 10′ 32″ N, 0° 29′ 05″ E / 41.175676970531°N,0.484807961031084°E     |                                            |                                  | Modifica les dades a Wikidata |
|        | Mas de Tiroi                            | la Fatarella | masia        |                             | 41° 11′ 28″ N, 0° 25′ 55″ E / 41.1910376626076°N,0.431971836014098°E    |                                            |                                  | Modifica les dades a Wikidata |
|        | Mas de Tisell                           | la Fatarella | masia        |                             | 41° 09′ 24″ N, 0° 28′ 37″ E / 41.1566115005617°N,0.477076226649741°E    |                                            |                                  | Modifica les dades a Wikidata |
|        | Mas de Virgílio                         | la Fatarella | masia        |                             | 41° 09′ 45″ N, 0° 30′ 00″ E / 41.1625947898318°N,0.499908306009298°E    |                                            |                                  | Modifica les dades a Wikidata |
|        | Mas de Xutxumot                         | la Fatarella | masia        |                             | 41° 06′ 33″ N, 0° 31′ 34″ E / 41.1091751783174°N,0.526182779467231°E    |                                            |                                  | Modifica les dades a Wikidata |
|        | Mas de l'Arany                          | la Fatarella | masia        |                             | 41° 07′ 22″ N, 0° 31′ 17″ E / 41.122886936039°N,0.521308192881564°E     |                                            |                                  | Modifica les dades a Wikidata |
|        | Mas de l'Aube                           | la Fatarella | masia        |                             | 41° 08′ 26″ N, 0° 28′ 13″ E / 41.1405100426732°N,0.470223578473311°E    |                                            |                                  | Modifica les dades a Wikidata |
|        | Mas de l'Estanc                         | la Fatarella | masia        |                             | 41° 09′ 05″ N, 0° 29′ 01″ E / 41.1512757253262°N,0.483489218116965°E    |                                            |                                  | Modifica les dades a Wikidata |
|        | Mas de l'Hereuet                        | la Fatarella | masia        |                             | 41° 09′ 14″ N, 0° 29′ 26″ E / 41.1537547943518°N,0.490603883169764°E    |                                            |                                  | Modifica les dades a Wikidata |
|        | Mas de la Madrona                       | la Fatarella | masia        |                             | 41° 11′ 09″ N, 0° 29′ 45″ E / 41.1857458243661°N,0.495927573711799°E    |                                            | Mas de la Madrona (la Fatarella) | Modifica les dades a Wikidata |
|        | Mas de la Nieves                        | la Fatarella | masia        |                             | 41° 11′ 51″ N, 0° 27′ 41″ E / 41.1974347433431°N,0.461306242546848°E    |                                            |                                  | Modifica les dades a Wikidata |
|        | Mas de la Padellassa                    | la Fatarella | masia        |                             | 41° 06′ 34″ N, 0° 31′ 58″ E / 41.1094181629937°N,0.53289009819422°E     |                                            |                                  | Modifica les dades a Wikidata |
|        | Mas de la Verneta                       | la Fatarella | masia        |                             | 41° 11′ 00″ N, 0° 25′ 42″ E / 41.183347857478°N,0.42832433995673°E      |                                            |                                  | Modifica les dades a Wikidata |
|        | Mas de les Ventes                       | la Fatarella | masia        |                             | 41° 06′ 33″ N, 0° 31′ 48″ E / 41.1092199018142°N,0.529944202209851°E    |                                            |                                  | Modifica les dades a Wikidata |
|        | Mas del Casero                          | la Fatarella | masia        |                             | 41° 09′ 39″ N, 0° 26′ 53″ E / 41.1608019724664°N,0.448169639750642°E    |                                            |                                  | Modifica les dades a Wikidata |
|        | Mas del Cigroner                        | la Fatarella | masia        |                             | 41° 07′ 05″ N, 0° 32′ 07″ E / 41.1179509303795°N,0.535143020665874°E    |                                            |                                  | Modifica les dades a Wikidata |
|        | Mas del Comte                           | la Fatarella | masia        |                             | 41° 06′ 30″ N, 0° 31′ 20″ E / 41.108217016826°N,0.522253278594633°E     |                                            |                                  | Modifica les dades a Wikidata |
|        | Mas del Fuster                          | la Fatarella | masia        |                             | 41° 09′ 47″ N, 0° 28′ 58″ E / 41.162935051068°N,0.48275443840943°E      |                                            |                                  | Modifica les dades a Wikidata |
|        | Mas del Geser                           | la Fatarella | masia        |                             | 41° 06′ 20″ N, 0° 31′ 05″ E / 41.105507415462°N,0.518139808756079°E     |                                            |                                  | Modifica les dades a Wikidata |
|        | Mas del Mocós                           | la Fatarella | masia        |                             | 41° 12′ 01″ N, 0° 27′ 05″ E / 41.2002165530362°N,0.451467896888513°E    |                                            |                                  | Modifica les dades a Wikidata |
|        | Mas del Molí més Avall                  | la Fatarella | masia        |                             | 41° 10′ 25″ N, 0° 25′ 43″ E / 41.1736355380695°N,0.428694521093529°E    |                                            |                                  | Modifica les dades a Wikidata |
|        | Mas del Po                              | la Fatarella | masia        |                             | 41° 10′ 52″ N, 0° 28′ 47″ E / 41.1811946781974°N,0.479708899876277°E    |                                            | Mas del Po (la Fatarella)        | Modifica les dades a Wikidata |
|        | Mas del Ros                             | la Fatarella | masia        |                             | 41° 09′ 37″ N, 0° 28′ 14″ E / 41.1604014808402°N,0.470423699726462°E    |                                            |                                  | Modifica les dades a Wikidata |
|        | Mas del Ros del Tigell                  | la Fatarella | masia        |                             | 41° 07′ 09″ N, 0° 31′ 33″ E / 41.1191411103717°N,0.525963228015585°E    |                                            |                                  | Modifica les dades a Wikidata |
|        | Mas del Sèrio                           | la Fatarella | masia        |                             | 41° 10′ 27″ N, 0° 28′ 34″ E / 41.1742958851538°N,0.47602788186747°E     |                                            |                                  | Modifica les dades a Wikidata |
|        | Mas entre les Camposines i la Fatarella | la Fatarella | masia        | Estil: arquitectura popular |                                                                         | bé integrant del patrimoni cultural català |                                  | Modifica les dades a Wikidata |
|        | Maset de Gironès                        | la Fatarella | masia        |                             | 41° 07′ 06″ N, 0° 31′ 50″ E / 41.1183279514554°N,0.53046010641458°E     |                                            |                                  | Modifica les dades a Wikidata |
|        | Ventes de les Camposines                | la Fatarella | masia        | Estil: arquitectura popular | 41° 06′ 40″ N, 0° 31′ 52″ E / 41.111°N,0.531139°E                       | bé integrant del patrimoni cultural català |                                  | Modifica les dades a Wikidata |

## muntanya
| imatge | Nom                 | Ubicat a                                        | instància de | Detalls | coordenades                                                                      | Protecció | Commons (més fotos) | Dades a WD                    |
| ------ | ------------------- | ----------------------------------------------- | ------------ | ------- | -------------------------------------------------------------------------------- | --------- | ------------------- | ----------------------------- |
|        | Los Mollons         | Vilalba dels Arcs Riba-roja d'Ebre la Fatarella | muntanya     |         | 41° 12′ 59″ N, 0° 24′ 08″ E / 41.2164°N,0.402247°E 358.4 msnm                    |           |                     | Modifica les dades a Wikidata |
|        | Punta de l'Home     | la Fatarella Riba-roja d'Ebre                   | muntanya     |         | 41° 11′ 48″ N, 0° 29′ 42″ E / 41.1968°N,0.49505°E 574.8 msnm                     |           |                     | Modifica les dades a Wikidata |
|        | Puntes dels Menares | la Fatarella                                    | muntanya     |         | 41° 10′ 45″ N, 0° 26′ 50″ E / 41.17917222°N,0.447325°E 474.7 msnm                |           |                     | Modifica les dades a Wikidata |
|        | les Paumeres        | la Fatarella                                    | muntanya     |         | 41° 09′ 55″ N, 0° 29′ 29″ E / 41.165305555555555°N,0.4914166666666666°E 562 msnm |           |                     | Modifica les dades a Wikidata |

## passatge
| imatge | Nom                             | Ubicat a     | instància de | Detalls                                     | coordenades                                                                                        | Protecció                                  | Commons (més fotos)             | Dades a WD                    |
| ------ | ------------------------------- | ------------ | ------------ | ------------------------------------------- | -------------------------------------------------------------------------------------------------- | ------------------------------------------ | ------------------------------- | ----------------------------- |
|        | Perxe Fosc                      | la Fatarella | passatge     | Estil: arquitectura popular                 | 41° 09′ 43″ N, 0° 28′ 24″ E / 41.162027°N,0.473249°E                                               | bé integrant del patrimoni cultural català | Perxe Fosc                      | Modifica les dades a Wikidata |
|        | Perxe de Belart                 | la Fatarella | passatge     | Estil: arquitectura popular                 | 41° 09′ 44″ N, 0° 28′ 24″ E / 41.1622°N,0.473305°E ca:C. Alt - c. Sant Andreu - pl. Major 489 msnm | bé integrant del patrimoni cultural català | Perxe de Belart                 | Modifica les dades a Wikidata |
|        | Perxe de Ca Felip               | la Fatarella | passatge     | Estil: arquitectura popular                 | 41° 09′ 47″ N, 0° 28′ 20″ E / 41.162974°N,0.472296°E ca:Carrer Solà 478 msnm                       | bé integrant del patrimoni cultural català | Perxe de Ca Felip               | Modifica les dades a Wikidata |
|        | Perxe de Ca Pellissa            | la Fatarella | passatge     | Estil: arquitectura gòtica No/unknown value | 41° 09′ 43″ N, 0° 28′ 24″ E / 41.16199°N,0.47325°E ca:C. Alt, 6                                    | bé integrant del patrimoni cultural català | Perxe de Ca Pellissa            | Modifica les dades a Wikidata |
|        | Perxe de Ca la Nieves           | la Fatarella | passatge     | Estil: arquitectura popular                 | 41° 09′ 44″ N, 0° 28′ 25″ E / 41.1621°N,0.473691°E ca:C. Sant Andreu - c. de Baix                  | bé integrant del patrimoni cultural català | Perxe de Ca la Nieves           | Modifica les dades a Wikidata |
|        | Perxe de Capam                  | la Fatarella | passatge     | Estil: arquitectura popular                 | 41° 09′ 48″ N, 0° 28′ 21″ E / 41.163202°N,0.472519°E                                               | bé integrant del patrimoni cultural català |                                 | Modifica les dades a Wikidata |
|        | Perxe del Bo                    | la Fatarella | passatge     | Estil: arquitectura popular                 | 41° 09′ 45″ N, 0° 28′ 27″ E / 41.162404°N,0.474104°E                                               | bé integrant del patrimoni cultural català |                                 | Modifica les dades a Wikidata |
|        | Perxe tapiat al carrer del Forn | la Fatarella | passatge     | Estil: arquitectura popular                 | 41° 09′ 46″ N, 0° 28′ 22″ E / 41.162844°N,0.472827°E ca:C. del Forn, 3                             | bé integrant del patrimoni cultural català | Perxe tapiat al carrer del Forn | Modifica les dades a Wikidata |

## sínia
| imatge | Nom                       | Ubicat a     | instància de | Detalls                     | coordenades | Protecció                                  | Commons (més fotos) | Dades a WD                    |
| ------ | ------------------------- | ------------ | ------------ | --------------------------- | ----------- | ------------------------------------------ | ------------------- | ----------------------------- |
|        | Sénia de la Ribera        | la Fatarella | sínia        | Estil: arquitectura popular |             | bé integrant del patrimoni cultural català |                     | Modifica les dades a Wikidata |
|        | Sínia de Vall de Pregoles | la Fatarella | sínia        | Estil: arquitectura popular |             | bé integrant del patrimoni cultural català |                     | Modifica les dades a Wikidata |

## Misc
| imatge | Nom                                | Ubicat a                                      | instància de                | Detalls                     | coordenades                                                                                     | Protecció                                  | Commons (més fotos)        | Dades a WD                    |
| ------ | ---------------------------------- | --------------------------------------------- | --------------------------- | --------------------------- | ----------------------------------------------------------------------------------------------- | ------------------------------------------ | -------------------------- | ----------------------------- |
|        | Cabanes                            | la Fatarella                                  | cabana de volta             | Estil: arquitectura popular |                                                                                                 | bé integrant del patrimoni cultural català |                            | Modifica les dades a Wikidata |
|        | Espais històrics Batalla de l'Ebre | la Pobla de Massaluca Ascó la Fatarella Batea | conjunt d'edificis memorial |                             | 41° 10′ 13″ N, 0° 34′ 51″ E / 41.170398°N,0.58094°E                                             | bé cultural d'interès local                |                            | Modifica les dades a Wikidata |
|        | La Berena                          | la Fatarella                                  | oratori                     | Estil: arquitectura popular |                                                                                                 | bé integrant del patrimoni cultural català |                            | Modifica les dades a Wikidata |
|        | La Sopa                            | la Fatarella                                  | teuleria                    |                             |                                                                                                 | bé integrant del patrimoni cultural català |                            | Modifica les dades a Wikidata |
|        | Memorial de les Camposines         | la Fatarella                                  | memorial edifici            |                             | 41° 06′ 59″ N, 0° 32′ 13″ E / 41.116354°N,0.536992°E ca:Partida de les Camposines, la Fatarella |                                            |                            | Modifica les dades a Wikidata |
|        | Molins al carrer del Molins        | la Fatarella                                  | molí Ús: trull              | Estil: arquitectura popular | 41° 09′ 51″ N, 0° 28′ 21″ E / 41.16421483504588°N,0.47263817740900504°E                         | bé integrant del patrimoni cultural català |                            | Modifica les dades a Wikidata |
|        | Paumeras                           | la Fatarella                                  | vèrtex geodèsic             | Alt: 1.2m                   | 41° 09′ 55″ N, 0° 29′ 29″ E / 41.165389°N,0.491436°E 564.818 msnm                               |                                            |                            | Modifica les dades a Wikidata |
|        | Serra de la Fatarella              | Ascó Flix Riba-roja d'Ebre la Fatarella       | serra                       |                             | 41° 11′ 49″ N, 0° 29′ 43″ E / 41.19703889°N,0.49523889°E 563.5 msnm                             |                                            | Serra de la Fatarella      | Modifica les dades a Wikidata |
|        | casa consistorial de la Fatarella  | la Fatarella                                  | casa consistorial           |                             | 41° 09′ 45″ N, 0° 28′ 23″ E / 41.1623839°N,0.4730458°E                                          |                                            | Ajuntament de la Fatarella | Modifica les dades a Wikidata |
|        | cementiri de la Fatarella          | la Fatarella                                  | cementiri                   |                             | 41° 09′ 13″ N, 0° 28′ 50″ E / 41.1535622961851°N,0.480553670482902°E                            |                                            |                            | Modifica les dades a Wikidata |
|        | coll del Coso                      | Corbera d'Ebre la Fatarella                   | collada                     |                             | 41° 06′ 57″ N, 0° 30′ 21″ E / 41.115948°N,0.505773°E                                            |                                            |                            | Modifica les dades a Wikidata |
|        | la Creveta                         | la Fatarella                                  | creu monumental             |                             | 41° 11′ 42″ N, 0° 27′ 38″ E / 41.195082°N,0.460661°E                                            |                                            |                            | Modifica les dades a Wikidata |